# 단푸 고속공로
단푸 고속공로(丹阜高速公路) 또는 단둥-푸신 고속도로는 허다 고속공로의 지선이며, 랴오닝성의 단둥 시와 푸신 시를 잇는 중화인민공화국의 고속형 공공도로이다. 중국국가고속공로망의 제G1113호 고속공로로 지정되어 있다. 대부분의 구간이 아시아 고속도로 1호선의 일부로 되어 있다. 이름은 단둥의 '단(丹)'과 푸신의 '푸(阜)'에서 비롯되었다.

## 건설 과정
- 단둥 시와 선양시 구간은 1998년에 건설 시작, 2003년 7월에 개통.
- 선양시와 신민 시 구간은 2005년 10월에 건설 시작, 2007년 10월에 개통.
- 신민 시와 푸신 시 구간은 현재 공사중이다.

## 나들목 · 분기점
- 여기서 숫자는 진출입교차점 (IC 및 JC) 번호를 말하고, TG는 요금소(Tollgate), 는 휴게소(Service Area)를 뜻한다.
- 거리의 단위는 km이다.

| 번호 | 이름                   | 중국어 이름          | 누적 거리 | 접속 노선                                    | 소재지   | 소재지  | 소재지           | 비고  |
| ---- | ---------------------- | -------------------- | --------- | -------------------------------------------- | -------- | ------- | ---------------- | ----- |
|      | 고성자 분기점          | 중국어: 古城子立交   | 0         | 허다고속공로                                 | 랴오닝성 | 단둥 시 | 위안바오 구      |       |
|      | 단둥 나들목            | 중국어: 丹东         | 1         | 국도 제304호선                               | 랴오닝성 | 단둥 시 | 위안바오 구      |       |
|      | 오룡배 나들목          | 중국어: 五龙背       | 12        | 국도 제304호선                               | 랴오닝성 | 단둥 시 | 전안 구          |       |
|      | 펑청 휴게소            | 중국어: 凤城服务区   | 39        |                                              | 랴오닝성 | 단둥 시 | 펑청 시          |       |
|      | 펑청 나들목            | 중국어: 凤城         | 41        | 성도 제309호선                               | 랴오닝성 | 단둥 시 | 펑청 시          |       |
|      | 유가하 나들목          | 중국어: 刘家河       | 72        |                                              | 랴오닝성 | 단둥 시 | 펑청 시          |       |
|      | 통원나들목             | 중국어: 通远堡       | 86        | 국도 제304호선                               | 랴오닝성 | 단둥 시 | 펑청 시          |       |
|      | 통원보 휴게소          | 중국어: 通远堡服务区 | 91        |                                              | 랴오닝성 | 단둥 시 | 펑청 시          |       |
|      | 초하구 나들목          | 중국어: 草河口       | 97        | 국도 제304호선                               | 랴오닝성 | 번시 시 | 번시 만족 자치현 |       |
|      | 하마당 나들목          | 중국어: 下马塘       | 123       | 국도 제304호선                               | 랴오닝성 | 번시 시 | 번시 만족 자치현 |       |
|      | 난펀 나들목            | 중국어: 南芬         | 134       |                                              | 랴오닝성 | 번시 시 | 난펀 구          |       |
|      | 선단 고속공로 분기점   | 중국어: 沈丹高速立交 |           | 랴오중 환선 고속공로                         | 랴오닝성 | 번시 시 | 핑산 구          |       |
|      | 교두 나들목            | 중국어: 桥头         | 144       | 현도 제021호선                               | 랴오닝성 | 번시 시 | 핑산 구          |       |
|      | 번시난 나들목          | 중국어: 本溪南       | 153       |                                              | 랴오닝성 | 번시 시 | 밍산 구          |       |
|      | 번시 나들목            | 중국어: 本溪         | 160       |                                              | 랴오닝성 | 번시 시 | 밍산 구          |       |
|      | 향산 나들목            | 중국어: 响山         | 174       | 국도 제304호선                               | 랴오닝성 | 번시 시 | 시후 구          |       |
|      | 석교자남 나들목        | 중국어: 石桥子南     | 180       | 국도 제304호선                               | 랴오닝성 | 번시 시 | 시후 구          |       |
|      | 석교자 휴게소          | 중국어: 石桥子服务区 | 180       |                                              | 랴오닝성 | 번시 시 | 시후 구          |       |
|      | 석교자북 나들목        | 중국어: 石桥子北     | 180       | 국도 제304호선                               | 랴오닝성 | 번시 시 | 시후 구          |       |
|      | 변우 나들목            | 중국어: 边牛         | 185       | 성도 제304호선                               | 랴오닝성 | 번시 시 | 시후 구          |       |
|      | 유천호 나들목          | 중국어: 杨千户       | 194       | 성도 제107호선                               | 랴오닝성 | 선양시  | 쑤자툰 구        |       |
|      | 유천호 주차장          | 중국어: 刘千户停车场 | 195       |                                              | 랴오닝성 | 선양시  | 쑤자툰 구        |       |
|      | 도선나들목             | 중국어: 桃仙         | 209       | 국도 제304호선                               | 랴오닝성 | 선양시  | 훈난 구          |       |
|      | 下深沟 분기점          | 중국어: 下深沟立交   |           | 푸저우 요성 고속공로                         | 랴오닝성 | 선양시  | 훈난 구          | [ 1 ] |
|      | 백탑보 나들목          | 중국어: 白塔堡       | 221       | 성도 제101호선                               | 랴오닝성 | 선양시  | 훈난 구          |       |
|      | 하하만 나들목          | 중국어: 下河湾       | 226       |                                              | 랴오닝성 | 선양시  | 허핑 구          |       |
|      | 선하이 고속공로 분기점 | 중국어: 沈海高速立交 |           | 선하이 고속공로                              | 랴오닝성 | 선양시  | 쑤자툰 구        |       |
|      | 저관 나들목            | 중국어: 宁官         | 237       | 성도 제102호선                               | 랴오닝성 | 선양시  | 톄시 구          |       |
|      | 장사 나들목            | 중국어: 张士         | 239       | 국도 제102호선 국도 제202호선 성도 제109호선 | 랴오닝성 | 선양시  | 톄시 구          |       |
|      | 북리관 나들목 & 분기점 | 중국어: 北李官立交   | 241       | 징하 고속공로 국도 제202호선 성도 제109호선  | 랴오닝성 | 선양시  | 위훙 구          | [ 2 ] |
|      | 홍기대 나들목          | 중국어: 红旗台       | 246       | 국도 제304호선                               | 랴오닝성 | 선양시  | 위훙 구          |       |
|      | 대전만 분기점          | 중국어: 大转弯立交   |           | 징하 고속공로 푸저우 요성 고속공로           | 랴오닝성 | 선양시  | 위훙 구          | [ 3 ] |
|      | 조화 나들목            | 중국어: 造化         | 259       |                                              | 랴오닝성 | 선양시  | 위훙 구          |       |
|      | 노변 나들목            | 중국어: 老边         | 274       | 성도 제107호선                               | 랴오닝성 | 선양시  | 위훙 구          |       |
|      | 단푸 고속공로 분기점   |                      |           | 신루 고속공로 랴오중 환선 고속공로           | 랴오닝성 | 선양시  | 신민 시          |       |